# ドクターケイ
ドクターケイは、「ビタミンC」を主成分とした東京都港区にある基礎化粧品メーカーとそのブランド。
「ドクターケイ」というブランド名は、開発者の青山ヒフ科クリニック（東京都港区）院長 亀山孝一郎にちなんでいる。

## 沿革
- 2000年7月 - 株式会社ドクターケイを設立。
- 2005年 - 青山ヒフ科クリニック 併設サロン ビューティケイ開店。
- 2009年9月 - 伊勢丹新宿店本館1階テクノロジーコーナーに開店。
- その他 - 百貨店を中心に25の取扱店舗を持つ。（2010年5月現在）